# Paul Wulferhertz
Paul Wulferhertz (även stavat Wulfverhertz, Wulfvenhertz, Wulfenhertz och Wulfverkertz), fl. 1691-1699, var en dansmästare vid Lunds universitet.

## Biografi
Efter Skånska krigets slut var dansmästarposten vid Lunds universitet vakant. Förutom ett kort inhopp av en gästande fransk dansmästare vid namn Charles Berroyer år 1684 förblev universitetet utan dansmästare under hela 1680-talet. Först år 1691 kunde denna brist avhjälpas genom anställandet av Wulferhertz, som kom att uppbära tjänsten i sju år, dock med skandalösa resultat.
Där dansmästaren innan kriget, Louis de Creaux, hade gjort sig ett namn som deltagare i studentslagsmål och dueller, gjorde sig Wulferhertz bekant för sina utomäktenskapliga förhållanden. Således blev han "närmare, än anständigt var, engagerad" med Regitza Beck, hustru till Jörgen Bille på Dybäcks slott, och dennas dotter Pernilla Margaretha, gift med överjägmästare Hammarberg. Han upprätthöll dessutom "oanständige correspondencer" med dem och eventuellt andra kvinnor. År 1698 blev Wulferhertz situation ohållbar och han flydde till Köpenhamn, kvarlämnande sin hustru Carna Månsdotter och en dansmästartjänst vars innehavare nu flytt landet, varför han avsattes från posten.
Då han vid sin flykt bestulit sin hustru på 2000 riksdaler lämnades hon - enligt ett antal brev till universitetets konsistorium år 1699 där hon försökte utverka ersättning eller i vart fall makens innestående lön - djupt skuldsatt i "ruin och fattigdom". Pernilla Margarethas äktenskap med överjägmästare Hammarberg rämnade och hon dömdes år 1706 till kyrkoplikt, ett straff som dock inte tycks ha verkställts. År 1712 beskrevs hennes situation som att hon "slagit sig till liderligt lefverne uti melancholi och bränvin".
Wulferhertz vidare öden efter tiden vid Lunds universitet är okända.